# Nelly (Rapper)/Diskografie
Diese Diskografie ist eine Übersicht über die musikalischen Werke des US-amerikanischen Rappers Nelly. Den Quellenangaben und Schallplattenauszeichnungen zufolge hat er bisher mehr als 85,3 Millionen Tonträger verkauft, davon allein in den Vereinigten Staaten mehr als 67,3 Millionen. Seine erfolgreichste Veröffentlichung ist die Single Cruise (Remix) mit über 14,5 Millionen verkauften Einheiten.

## Alben

### Studioalben
| Jahr | Titel Musiklabel                             | Höchstplatzierung, Gesamtwochen, AuszeichnungChartplatzierungen (Jahr, Titel, Musiklabel, Platzierungen, Wochen, Auszeichnungen, Anmerkungen) | Höchstplatzierung, Gesamtwochen, AuszeichnungChartplatzierungen (Jahr, Titel, Musiklabel, Platzierungen, Wochen, Auszeichnungen, Anmerkungen) | Höchstplatzierung, Gesamtwochen, AuszeichnungChartplatzierungen (Jahr, Titel, Musiklabel, Platzierungen, Wochen, Auszeichnungen, Anmerkungen) | Höchstplatzierung, Gesamtwochen, AuszeichnungChartplatzierungen (Jahr, Titel, Musiklabel, Platzierungen, Wochen, Auszeichnungen, Anmerkungen) | Höchstplatzierung, Gesamtwochen, AuszeichnungChartplatzierungen (Jahr, Titel, Musiklabel, Platzierungen, Wochen, Auszeichnungen, Anmerkungen) | Anmerkungen                                                    |
| Jahr | Titel Musiklabel                             | DE | AT | CH | UK | US | Anmerkungen                                                    |
| ---- | -------------------------------------------- | --- | --- | --- | --- | --- | -------------------------------------------------------------- |
| 2000 | Country Grammar Fo’ Reel Entertainment (UMG) | DE45 Gold · (43 Wo.)DE | — | CH90 (3 Wo.)CH | UK14 Platin · (38 Wo.)UK | US1 Diamant · (104 Wo.)US | Erstveröffentlichung: 27. Juni 2000 Verkäufe: + 10.880.000     |
| 2002 | Nellyville Fo’ Reel Entertainment (UMG)      | DE2 Gold · (33 Wo.)DE | AT9 Gold · (30 Wo.)AT | CH6 Platin · (33 Wo.)CH | UK2 ×2Doppelplatin · (38 Wo.)UK | US1 ×7Siebenfachplatin · (72 Wo.)US | Erstveröffentlichung: 24. Juni 2002 Verkäufe: + 8.931.292      |
| 2004 | Sweat Derrty Entertainment (UMG)             | DE17 (5 Wo.)DE | AT35 (3 Wo.)AT | CH16 (6 Wo.)CH | UK11 Gold · (12 Wo.)UK | US2 Platin · (26 Wo.)US | Erstveröffentlichung: 12. September 2004 Verkäufe: + 1.250.000 |
| 2004 | Suit Derrty Entertainment (UMG)              | DE8 (9 Wo.)DE | AT29 (7 Wo.)AT | CH11 (8 Wo.)CH | UK8 Platin · (26 Wo.)UK | US1 ×3Dreifachplatin · (37 Wo.)US | Erstveröffentlichung: 13. September 2004 Verkäufe: + 3.350.000 |
| 2008 | Brass Knuckles Derrty Entertainment (UMG)    | — | — | CH55 (2 Wo.)CH | UK20 (3 Wo.)UK | US3 Gold · (10 Wo.)US | Erstveröffentlichung: 12. September 2008 Verkäufe: + 500.000   |
| 2010 | 5.0 Motown Records (UMG)                     | DE63 (1 Wo.)DE | — | CH52 (2 Wo.)CH | UK59 (2 Wo.)UK | US10 (20 Wo.)US | Erstveröffentlichung: 12. November 2010 Verkäufe: + 321.500    |
| 2013 | M.O. Island Records • Republic Records (UMG) | — | — | — | UK89 (1 Wo.)UK | US14 (3 Wo.)US | Erstveröffentlichung: 27. September 2013 Verkäufe: + 23.000    |
| 2021 | Heartland Columbia Records (Sony)            | — | — | — | — | US45 (5 Wo.)US | Erstveröffentlichung: 27. August 2021                          |

### Livealben
| Jahr | Titel Musiklabel                              | Anmerkungen                            |
| ---- | --------------------------------------------- | -------------------------------------- |
| 2021 | Country Grammar – Live Republic Records (UMG) | Erstveröffentlichung: 19. Februar 2021 |

### Kompilationen
| Jahr | Titel Musiklabel                          | Höchstplatzierung, Gesamtwochen, AuszeichnungChartplatzierungen (Jahr, Titel, Musiklabel, Platzierungen, Wochen, Auszeichnungen, Anmerkungen) | Höchstplatzierung, Gesamtwochen, AuszeichnungChartplatzierungen (Jahr, Titel, Musiklabel, Platzierungen, Wochen, Auszeichnungen, Anmerkungen) | Höchstplatzierung, Gesamtwochen, AuszeichnungChartplatzierungen (Jahr, Titel, Musiklabel, Platzierungen, Wochen, Auszeichnungen, Anmerkungen) | Höchstplatzierung, Gesamtwochen, AuszeichnungChartplatzierungen (Jahr, Titel, Musiklabel, Platzierungen, Wochen, Auszeichnungen, Anmerkungen) | Höchstplatzierung, Gesamtwochen, AuszeichnungChartplatzierungen (Jahr, Titel, Musiklabel, Platzierungen, Wochen, Auszeichnungen, Anmerkungen) | Anmerkungen                                               |
| Jahr | Titel Musiklabel                          | DE | AT | CH | UK | US | Anmerkungen                                               |
| ---- | ----------------------------------------- | --- | --- | --- | --- | --- | --------------------------------------------------------- |
| 2005 | Sweatsuit Universal Music (UMG)           | — | — | — | UK41 Gold · (9 Wo.)UK | US26 Gold · (24 Wo.)US | Erstveröffentlichung: 13. Juni 2005 Verkäufe: + 600.000   |
| 2009 | The Best of Nelly Universal Music (UMG)   | — | — | — | UK— GoldUK | — | Erstveröffentlichung: 4. Februar 2009 Verkäufe: + 100.000 |
| 2022 | Still Hot in Herre Republic Records (UMG) | — | — | — | UK— SilberUK | — | Erstveröffentlichung: 14. Oktober 2022 Verkäufe: + 60.000 |

### Remixalben
| Jahr | Titel Musiklabel                                          | Höchstplatzierung, Gesamtwochen, AuszeichnungChartplatzierungen (Jahr, Titel, Musiklabel, Platzierungen, Wochen, Auszeichnungen, Anmerkungen) | Höchstplatzierung, Gesamtwochen, AuszeichnungChartplatzierungen (Jahr, Titel, Musiklabel, Platzierungen, Wochen, Auszeichnungen, Anmerkungen) | Höchstplatzierung, Gesamtwochen, AuszeichnungChartplatzierungen (Jahr, Titel, Musiklabel, Platzierungen, Wochen, Auszeichnungen, Anmerkungen) | Höchstplatzierung, Gesamtwochen, AuszeichnungChartplatzierungen (Jahr, Titel, Musiklabel, Platzierungen, Wochen, Auszeichnungen, Anmerkungen) | Höchstplatzierung, Gesamtwochen, AuszeichnungChartplatzierungen (Jahr, Titel, Musiklabel, Platzierungen, Wochen, Auszeichnungen, Anmerkungen) | Anmerkungen                                                   |
| Jahr | Titel Musiklabel                                          | DE | AT | CH | UK | US | Anmerkungen                                                   |
| ---- | --------------------------------------------------------- | --- | --- | --- | --- | --- | ------------------------------------------------------------- |
| 2003 | Da Derrty Versions: The Reinvention Universal Music (UMG) | DE85 (1 Wo.)DE | — | CH91 (1 Wo.)CH | UK94 (1 Wo.)UK | US12 Platin · (22 Wo.)US | Erstveröffentlichung: 24. November 2003 Verkäufe: + 1.050.000 |

### Mixtapes
| Jahr | Titel Musiklabel                    | Anmerkungen                             |
| ---- | ----------------------------------- | --------------------------------------- |
| 2011 | O.E.MO Derrty Entertainment         | Erstveröffentlichung: 24. Dezember 2011 |
| 2012 | Scorpio Season Derrty Entertainment | Erstveröffentlichung: 2. November 2012  |

## Singles

### Als Leadmusiker
| Jahr | Titel Album                                            | Höchstplatzierung, Gesamtwochen, AuszeichnungChartplatzierungen (Jahr, Titel, Album, Platzierungen, Wochen, Auszeichnungen, Anmerkungen) | Höchstplatzierung, Gesamtwochen, AuszeichnungChartplatzierungen (Jahr, Titel, Album, Platzierungen, Wochen, Auszeichnungen, Anmerkungen) | Höchstplatzierung, Gesamtwochen, AuszeichnungChartplatzierungen (Jahr, Titel, Album, Platzierungen, Wochen, Auszeichnungen, Anmerkungen) | Höchstplatzierung, Gesamtwochen, AuszeichnungChartplatzierungen (Jahr, Titel, Album, Platzierungen, Wochen, Auszeichnungen, Anmerkungen) | Höchstplatzierung, Gesamtwochen, AuszeichnungChartplatzierungen (Jahr, Titel, Album, Platzierungen, Wochen, Auszeichnungen, Anmerkungen) | Anmerkungen | [↑]: gemeinsam behandelt mit vorhergehendem Eintrag; [←]: in beiden Charts platziert |
| Jahr | Titel Album                                            | DE | AT | CH | UK | US | Anmerkungen |                                                                                      |
| --- | ------------------------------------------------------ | --- | --- | --- | --- | --- | --- | ------------------------------------------------------------------------------------ |
| 2000 | (Hot Shit) Country Grammar Country Grammar             | DE20 (15 Wo.)DE | AT61 (4 Wo.)AT | CH58 (11 Wo.)CH | UK7 Silber · (9 Wo.)UK | US7 ×4Vierfachplatin · (34 Wo.)US | Erstveröffentlichung: 29. Februar 2000 Verkäufe: + 4.265.000                                                               |                                                                                      |
| 2001 | E.I. Country Grammar                                   | DE22 (12 Wo.)DE | AT65 (2 Wo.)AT | CH89 (3 Wo.)CH | UK11 (5 Wo.)UK | US15 Platin · (20 Wo.)US | Erstveröffentlichung: 12. Februar 2001 Verkäufe: + 1.035.000                                                               |                                                                                      |
| 2001 | Ride wit Me Country Grammar                            | DE25 Gold · (9 Wo.)DE | AT60 (3 Wo.)AT | CH22 (17 Wo.)CH | UK3 ×2Doppelplatin · (16 Wo.)UK | US3 ×5Fünffachplatin · (29 Wo.)US | Erstveröffentlichung: 7. Mai 2001 Verkäufe: + 6.670.000; feat. City Spud                                                   |                                                                                      |
| 2001 | Batter Up Country Grammar • Free City                  | DE79 (4 Wo.)DE | — | CH75 (6 Wo.)CH | UK28 (3 Wo.)UK | US— GoldUS | Erstveröffentlichung: 11. September 2001 Verkäufe: + 500.000; mit St. Lunatics                                             |                                                                                      |
| 2001 | #1 Nellyville                                          | DE16 (17 Wo.)DE | AT35 (11 Wo.)AT | CH22 (12 Wo.)CH | — | US22 (20 Wo.)US | Erstveröffentlichung: 3. Dezember 2001                                                                                     |                                                                                      |
| 2002 | Hot in Herre Nellyville                                | DE8 Gold · (18 Wo.)DE | AT16 (21 Wo.)AT | CH10 (22 Wo.)CH | UK4 Platin · (15 Wo.)UK | US1 ×2Doppelplatin · (26 Wo.)US | Erstveröffentlichung: 17. Juni 2002 Verkäufe: + 2.975.000                                                                  |                                                                                      |
| 2002 | Dilemma Nellyville • Simply Deep                       | DE1 Gold · (20 Wo.)DE | AT2 Gold · (20 Wo.)AT | CH1 Platin · (26 Wo.)CH | UK1 ×3Dreifachplatin · (24 Wo.)UK | US1 (29 Wo.)US | Erstveröffentlichung: 25. Juni 2002 Verkäufe: + 4.280.000; feat. Kelly Rowland                                             |                                                                                      |
| 2002 | Air Force Ones Nellyville                              | — | — | — | — | US3 (20 Wo.)US | Erstveröffentlichung: 2002 feat. Murphy Lee, Kyjuan & Ali                                                                  |                                                                                      |
| 2003 | Work It Nellyville                                     | DE31 (8 Wo.)DE | AT53 (6 Wo.)AT | CH59 (7 Wo.)CH | UK7 (11 Wo.)UK | US68 (5 Wo.)US | Erstveröffentlichung: 25. Februar 2003 Verkäufe: + 40.000; feat. Justin Timberlake                                         |                                                                                      |
| 2003 | Pimp Juice Nellyville                                  | — | — | — | — | US58 (7 Wo.)US | Erstveröffentlichung: 1. April 2003                                                                                        |                                                                                      |
| 2003 | Shake Ya Tailfeather Bad Boys II (O.S.T.)              | DE26 (10 Wo.)DE | AT29 (10 Wo.)AT | CH10 (12 Wo.)CH | UK10 (8 Wo.)UK | US1 Gold · (30 Wo.)US | Erstveröffentlichung: 8. September 2003 Verkäufe: + 575.000; mit Murphy Lee & P. Diddy                                     |                                                                                      |
| 2003 | Iz U Da Derrty Versions: The Reinvention               | DE47 (8 Wo.)DE | — | CH43 (6 Wo.)CH | UK36 (4 Wo.)UK | — | Erstveröffentlichung: 17. November 2003                                                                                    |                                                                                      |
| 2004 | My Place Suit                                          | DE8 (12 Wo.)DE | AT20 (12 Wo.)AT | CH5 (24 Wo.)CH | UK1 Silber · (13 Wo.)UK | US4 Gold · (20 Wo.)US | Erstveröffentlichung: 23. August 2004 Verkäufe: + 775.000; feat. Jaheim                                                    |                                                                                      |
| 2004 | Flap Your Wings Sweat                                  | — | — | —[UK: ↑] | UK1 Silber · (13 Wo.)UK | US52 Gold · (11 Wo.)US | Erstveröffentlichung: 14. September 2004 Verkäufe: + 500.000                                                               |                                                                                      |
| 2004 | Over and Over Suit                                     | DE8 (14 Wo.)DE | AT7 (16 Wo.)AT | CH6 (23 Wo.)CH | UK1 Gold · (17 Wo.)UK | US3 Platin (Mastertone) + Platin · (24 Wo.)US                                                                                            | Erstveröffentlichung: 12. September 2004 Verkäufe: + 2.570.000; feat. Tim McGraw                                           |                                                                                      |
| 2004 | Tilt Ya Head Back Sweat                                | DE27 (11 Wo.)DE | AT42 (10 Wo.)AT | CH16 (13 Wo.)CH | UK5 (12 Wo.)UK | US58 Gold · (6 Wo.)US | Erstveröffentlichung: 14. November 2004 Verkäufe: + 575.000; feat. Christina Aguilera                                      |                                                                                      |
| 2005 | ’N Dey Say Suit                                        | DE29 (9 Wo.)DE | AT41 (5 Wo.)AT | CH23 (10 Wo.)CH | UK6 (9 Wo.)UK | US64 (7 Wo.)US | Erstveröffentlichung: 13. Juni 2005 Original: Spandau Ballet – True                                                        |                                                                                      |
| 2005 | Errtime Spiel ohne Regeln (O.S.T.)                     | DE54 (7 Wo.)DE | — | — | — | US24 Gold · (6 Wo.)US | Erstveröffentlichung: 15. August 2005 Verkäufe: + 500.000; feat. Jung Tru & King Jacob                                     |                                                                                      |
| 2005 | Nasty Girl Sweatsuit • Duets: The Final Chapter        | DE8 (15 Wo.)DE | AT23 (13 Wo.)AT | CH14 (19 Wo.)CH | UK1 Platin · (22 Wo.)UK | US44 Gold + Gold (Mastertone) · (15 Wo.)US                                                                                               | Erstveröffentlichung: 11. Oktober 2005 Verkäufe: + 1.630.000 mit The Notorious B.I.G., P. Diddy, Jagged Edge & Avery Storm |                                                                                      |
| 2005 | Grillz Sweatsuit                                       | DE53 (8 Wo.)DE | AT74 (1 Wo.)AT | — | UK24 (9 Wo.)UK | US1 Platin + Platin (Mastertone) · (28 Wo.)US                                                                                            | Erstveröffentlichung: 8. November 2005 Verkäufe: + 2.030.000; feat. Ali, Big Gipp & Paul Wall                              |                                                                                      |
| 2007 | Wadsyaname Brass Knuckles                              | — | — | — | — | US43 (6 Wo.)US | Erstveröffentlichung: 21. August 2007 Verkäufe: + 7.500                                                                    |                                                                                      |
| 2008 | Party People Brass Knuckles • The Dutchess (Deluxe EP) | DE23 (9 Wo.)DE | AT46 (4 Wo.)AT | — | UK14 (12 Wo.)UK | US40 (10 Wo.)US | Erstveröffentlichung: 18. März 2008 mit Fergie                                                                             |                                                                                      |
| 2008 | Body on Me Brass Knuckles • The Declaration            | — | — | — | UK17 Silber · (9 Wo.)UK | US42 (15 Wo.)US | Erstveröffentlichung: 10. Juni 2008 Verkäufe: + 230.000; mit Ashanti & Akon                                                |                                                                                      |
| 2008 | Stepped on My J’z Brass Knuckles                       | — | — | — | — | US90 (1 Wo.)US | Erstveröffentlichung: 1. Juli 2008 feat. Ciara & Jermaine Dupri                                                            |                                                                                      |
| 2008 | Warrior Brass Knuckles                                 | — | — | — | — | US96 (1 Wo.)US | Erstveröffentlichung: 29. Juli 2008                                                                                        |                                                                                      |
| 2010 | Just a Dream 5.0                                       | DE17 ×3Dreifachgold · (26 Wo.)DE | AT8 (25 Wo.)AT | CH22 Gold · (31 Wo.)CH | UK8 Platin · (23 Wo.)UK | US3 ×3Dreifachplatin · (28 Wo.)US | Erstveröffentlichung: 30. August 2010 Verkäufe: + 4.605.000                                                                |                                                                                      |
| 2010 | Move That Body 5.0                                     | — | — | — | UK71 (4 Wo.)UK | US54 (1 Wo.)US | Erstveröffentlichung: 15. Oktober 2010 feat. T-Pain & Akon                                                                 |                                                                                      |
| 2011 | Gone 5.0                                               | — | — | — | UK58 (5 Wo.)UK | — | Erstveröffentlichung: Januar 2011 Verkäufe: + 113.258; feat. Kelly Rowland                                                 |                                                                                      |
| 2011 | The Champ –                                            | — | — | — | — | US61 (3 Wo.)US | Erstveröffentlichung: 20. Dezember 2011                                                                                    |                                                                                      |
| 2013 | Hey Porsche M.O.                                       | DE22 Gold · (23 Wo.)DE | AT5 (19 Wo.)AT | CH34 (13 Wo.)CH | UK6 Platin · (20 Wo.)UK | US42 (4 Wo.)US | Erstveröffentlichung: 15. Februar 2013 Verkäufe: + 905.000                                                                 |                                                                                      |
| 2013 | Get Like Me M.O.                                       | — | — | — | UK19 (4 Wo.)UK | — | Erstveröffentlichung: 2. Juli 2013 feat. Nicki Minaj & Pharrell                                                            |                                                                                      |
| 2015 | The Fix –                                              | — | — | — | UK82 Silber · (3 Wo.)UK | US62 Platin · (20 Wo.)US | Erstveröffentlichung: 14. August 2015 Verkäufe: + 2.400.000; feat. Jeremih                                                 |                                                                                      |
| 2016 | Die a Happy Man –                                      | — | — | — | — | US83 (1 Wo.)US | Erstveröffentlichung: 5. Februar 2016                                                                                      |                                                                                      |
| 2017 | Sounds Good to Me –                                    | — | — | — | — | — | Erstveröffentlichung: 10. März 2017                                                                                        |                                                                                      |
| 2018 | Freaky with You –                                      | — | — | — | — | — | Erstveröffentlichung: 6. April 2018 feat. Jacquees                                                                         |                                                                                      |
| 2020 | Lil Bit Heartland • Life Rolls On                      | — | — | — | — | US23 ×4Vierfachplatin · (23 Wo.)US | Erstveröffentlichung: 23. Oktober 2020 Verkäufe: + 4.320.000; mit Florida Georgia Line                                     |                                                                                      |
| 2021 | High Horse Heartland                                   | — | — | — | — | — | Erstveröffentlichung: 6. August 2021                                                                                       |                                                                                      |
| Folgende Lieder erschienen nicht als Single, wurden aber durch das Album zum Download und Streaming bereitgestellt und konnten somit eine Platzierung erlangen: |                                                        | | | | | | |                                                                                      |
| |                                                        | | | | | | |                                                                                      |
| 2010 | Liv Tonight 5.0                                        | — | — | — | UK54 (4 Wo.)UK | US75 (1 Wo.)US | Charteinstieg: 27. November 2010 feat. Keri Hilson                                                                         |                                                                                      |

### Als Gastmusiker
| Jahr | Titel Album                                                  | Höchstplatzierung, Gesamtwochen, AuszeichnungChartplatzierungen (Jahr, Titel, Album, Platzierungen, Wochen, Auszeichnungen, Anmerkungen) | Höchstplatzierung, Gesamtwochen, AuszeichnungChartplatzierungen (Jahr, Titel, Album, Platzierungen, Wochen, Auszeichnungen, Anmerkungen) | Höchstplatzierung, Gesamtwochen, AuszeichnungChartplatzierungen (Jahr, Titel, Album, Platzierungen, Wochen, Auszeichnungen, Anmerkungen) | Höchstplatzierung, Gesamtwochen, AuszeichnungChartplatzierungen (Jahr, Titel, Album, Platzierungen, Wochen, Auszeichnungen, Anmerkungen) | Höchstplatzierung, Gesamtwochen, AuszeichnungChartplatzierungen (Jahr, Titel, Album, Platzierungen, Wochen, Auszeichnungen, Anmerkungen) | Anmerkungen                                                                                                |
| Jahr | Titel Album                                                  | DE | AT | CH | UK | US | Anmerkungen                                                                                                |
| ---- | ------------------------------------------------------------ | --- | --- | --- | --- | --- | --- |
| 2001 | Where the Party At? Jagged Little Thrill                     | DE37 (9 Wo.)DE | — | CH45 (10 Wo.)CH | UK25 Silber · (3 Wo.)UK | US3 (29 Wo.)US | Erstveröffentlichung: 10. September 2001 Verkäufe: + 200.000; Jagged Edge feat. Nelly                      |
| 2001 | What’s Going On                                              | DE35 (9 Wo.)DE | AT51 (8 Wo.)AT | CH16 (11 Wo.)CH | UK6 (17 Wo.)UK | US27 (18 Wo.)US | Erstveröffentlichung: 30. Oktober 2001 als Teil von Artists Against AIDS Worldwide Original: Marvin Gaye   |
| 2002 | Girlfriend (Remix) Celebrity (Special Edition)               | DE6 (12 Wo.)DE | AT43 (12 Wo.)AT | CH23 (12 Wo.)CH | UK2 Gold · (12 Wo.)UK | US5 (20 Wo.)US | Erstveröffentlichung: 26. Februar 2002 Verkäufe: + 440.000; *NSYNC feat. Nelly                             |
| 2005 | Get It Poppin’ All or Nothing                                | DE48 (7 Wo.)DE | AT50 (3 Wo.)AT | CH49 (3 Wo.)CH | UK34 (4 Wo.)UK | US9 Gold · (20 Wo.)US | Erstveröffentlichung: 29. Mai 2005 Verkäufe: + 500.000; Fat Joe feat. Nelly                                |
| 2005 | Shine … We All In                                            | — | — | — | — | — | Erstveröffentlichung: 27. Juni 2005 Kali Fam feat. Nelly                                                   |
| 2006 | Call on Me 20 Y.O.                                           | DE45 (6 Wo.)DE | — | CH43 (3 Wo.)CH | UK18 (6 Wo.)UK | US25 (18 Wo.)US | Erstveröffentlichung: 18. Juli 2006 Verkäufe: + 30.000; Janet feat. Nelly                                  |
| 2007 | Kiss Kiss (Remix) –                                          | — | — | CH— aCH | UK— aUK | US— aUS | Erstveröffentlichung: 17. September 2007 Chris Brown feat. Nelly & T-Pain                                  |
| 2008 | Here I Am Trilla                                             | — | — | — | — | US41 Gold · (14 Wo.)US | Erstveröffentlichung: März 2008 Verkäufe: + 500.000 Rick Ross feat. Nelly & Avery Storm                    |
| 2010 | Miss Me MoveMeant                                            | — | — | — | UK66 (1 Wo.)UK | — | Erstveröffentlichung: 28. Oktober 2010 Mohombi feat. Nelly                                                 |
| 2013 | About That Life –                                            | — | — | — | — | — | Erstveröffentlichung: 5. Februar 2013 DJ Kayslay feat. Fabolous, T-Pain, Rick Ross, Nelly & French Montana |
| 2013 | Cruise (Remix) Here’s to the Good Times …This Is How We Roll | — | — | — | UK75 Silber · (1 Wo.)UK | US4 ×4Diamant + Vierfachplatin · (54 Wo.)US                                                                                              | Erstveröffentlichung: 2. April 2013 Verkäufe: + 14.500.000; Florida Georgia Line feat. Nelly               |
| 2013 | Pretty Girl Twerk –                                          | — | — | — | — | — | Erstveröffentlichung: 12. August 2013 Kstylis feat. Nelly & Tiffany Foxx                                   |
| 2015 | I’m Just Sayin’ (Remix) –                                    | — | — | — | — | — | Erstveröffentlichung: 9. Juni 2015 J.R. feat. Nelly & Tiffany Foxx                                         |
| 2015 | Until the Sun Comes Up –                                     | — | — | — | — | — | Erstveröffentlichung: 20. Juli 2015 Raghav feat. Abhishek Bachchan & Nelly                                 |
| 2015 | I Don’t Wanna Go to Bed Taking One for the Team              | — | — | — | — | — | Erstveröffentlichung: 16. Oktober 2015 Verkäufe: + 40.000; Simple Plan feat. Nelly                         |
| 2016 | Got the Love –                                               | — | — | — | — | — | Erstveröffentlichung: 21. März 2016 Kevin Karlson feat. Nelly                                              |
| 2016 | Millionaire Blood, Sweat & 3 Years (Remixes)                 | — | — | — | UK25 Gold · (18 Wo.)UK | — | Erstveröffentlichung: 3. Juni 2016 Verkäufe: + 450.000 Digital Farm Animals & Cash Cash feat. Nelly        |
| 2018 | Way Low Blacklight (The Export Vol. 2)                       | — | — | — | — | — | Erstveröffentlichung: 20. April 2018 Karl Wolf feat. Nelly                                                 |
| 2020 | Cool Again –                                                 | — | — | — | — | — | Erstveröffentlichung: 7. August 2020 Kane Brown feat. Nelly                                                |
| 2021 | She Drives Me Crazy (DND Remix) –                            | — | — | — | — | — | Erstveröffentlichung: 21. Juni 2021 Brett Kissel feat. Nelly                                               |
| 2021 | Coke Bottle (Remix) –                                        | — | — | — | — | — | Erstveröffentlichung: 3. September 2021 Fresco Kane feat. Nelly                                            |

## Musikvideos
| Jahr | Titel                      | Regie                                              |
| ---- | -------------------------- | -------------------------------------------------- |
| 2000 | (Hot Shit) Country Grammar | Marc Klasfeld                                      |
| 2001 | E.I.                       | Director X.                                        |
| 2001 | Ride wit Me                | Marc Klasfeld                                      |
| 2001 | Where the Party At         | Dave Meyers                                        |
| 2001 | Batter Up                  | Marc Klasfeld                                      |
| 2001 | #1                         | Steve Carr                                         |
| 2002 | Girlfriend (Remix)         | Marc Klasfeld                                      |
| 2002 | Hot in Herre               | Director X. (Version 1) Bille Woodruff (Version 2) |
| 2002 | Dilemma                    | Benny Boom                                         |
| 2002 | Air Force Ones             | David Palmer                                       |
| 2003 | Work It                    | Joseph Kahn                                        |
| 2003 | All Night Long             | Frank Sacramento                                   |
| 2003 | Pimp Juice                 | Benny Boom                                         |
| 2003 | Shake Ya Tailfeather       | Benny Boom                                         |
| 2003 | Iz U                       | Dave Meyers                                        |
| 2003 | Tip Drill                  | Solomite                                           |
| 2003 | Hold Up                    | Dana Christian, King Kyjuan                        |
| 2004 | Flap Your Wings            |                                                    |
| 2004 | My Place                   | Benny Boom                                         |
| 2004 | Tilt Ya Head Back          | Director X.                                        |
| 2004 | Over and Over              | Erik White, Harvey White                           |
| 2004 | Na-Nana-Na                 | Emperor, Life Garland, Nelly                       |
| 2005 | Errtime                    | Benny Boom                                         |
| 2005 | Get It Poppin’             | Chris Robinson                                     |
| 2005 | ’N Dey Say                 | Chris Robinson                                     |
| 2005 | Grillz                     | Fat Cats                                           |
| 2005 | Nasty Girl                 | Sanaa Hamri                                        |
| 2006 | Call on Me                 | Hype Williams                                      |
| 2007 | ’N Da Paint                | Fat Cats                                           |
| 2007 | Wadsyaname                 | Chris Robinson                                     |
| 2007 | 5000 Ones                  | Dale Resteghini                                    |
| 2008 | Here I Am                  | Gil Green                                          |
| 2008 | Party People               | Marc Webb                                          |
| 2008 | Body on Me                 | Benny Boom                                         |
| 2008 | Stepped on My J’z          | Benny Boom                                         |
| 2008 | One and Only               | Juwan Lee                                          |
| 2008 | Let It Go (Lil Mama)       |                                                    |
| 2010 | Just a Dream               | Sanji Senaka                                       |
| 2010 | Move That Body             | Marc Klasfeld                                      |
| 2010 | Miss Me                    | Dayo                                               |
| 2011 | Gone                       | Marc Klasfeld                                      |
| 2011 | Lose Control (Let Me Down) | Colin Tilley                                       |
| 2011 | The Champ                  | Chris Mantzaris                                    |
| 2011 | Country Ass Nigga          | Greg Gvisuals Williams                             |
| 2011 | Racks (Remix)              |                                                    |
| 2013 | About That Life            | Decatur Dan, Street Heat                           |
| 2013 | Hey Porsche                | Ethan Lader                                        |
| 2013 | Cruise (Remix)             | Marc Klasfeld                                      |
| 2013 | Get Like Me                | Colin Tilley                                       |
| 2015 | Until the Sun Comes Up     |                                                    |
| 2015 | The Fix                    | Aristotle                                          |
| 2016 | Millionaire                | Sesan                                              |
| 2020 | Cool Again                 |                                                    |
| 2021 | Lil Bit                    |                                                    |

## Promoveröffentlichungen
| Jahr | Titel Album                                                | Anmerkungen                                                                                               |
| ---- | ---------------------------------------------------------- | --- |
| 2000 | St. Louie Country Grammar                                  | Erstveröffentlichung: 2000                                                                                |
| 2002 | Breath In –                                                | Erstveröffentlichung: 2002 Ali feat. Nelly & St. Lunatics                                                 |
| 2002 | One of Those Days (Remix) –                                | Erstveröffentlichung: 2002 Whitney Houston feat. Nelly                                                    |
| 2002 | Roc the Mic (Remix) Nellyville                             | Erstveröffentlichung: 2002 mit Freeway, Beanie Sigel & Murphy Lee                                         |
| 2002 | Stick Out Ya Wrist xXx – Triple X (O.S.T.)                 | Erstveröffentlichung: 2002 feat. Toya                                                                     |
| 2003 | All Night Long U Turn                                      | Erstveröffentlichung: 2003 Brian McKnight feat. Nelly                                                     |
| 2004 | Hold Up Da Skool Boy Presents Murphy’s Law (Clubs Edition) | Erstveröffentlichung: 2004 Murphy Lee feat. Nelly                                                         |
| 2004 | Na-Nana-Na Sweat                                           | Erstveröffentlichung: 2004 feat. Jazze Pha                                                                |
| 2005 | Fly Away Sweatsuit                                         | Erstveröffentlichung: 2005                                                                                |
| 2005 | Get Loose Urban Legend                                     | Erstveröffentlichung: 2005 T.I. feat. Nelly                                                               |
| 2006 | Hard in Da Paint auch bekannt als ’N Da Paint Kinfolk      | Erstveröffentlichung: 2006 Ali & Gipp feat. Nelly                                                         |
| 2007 | Throw Some D’s (Remix) Rich Boy                            | Erstveröffentlichung: 2007 Rich Boy feat. André 3000, Jim Jones, Nelly & Murphy Lee                       |
| 2007 | 5000 Ones Gangsta Grillz: The Album                        | Erstveröffentlichung: 2007 Drama feat. Nelly, T.I., Diddy, Yung Joc, Willie the Kid, Young Jeezy & Twista |
| 2007 | Switch –                                                   | Erstveröffentlichung: 2007 Ashanti feat. Nelly                                                            |
| 2008 | One and Only Brass Knuckles                                | Erstveröffentlichung: 2008                                                                                |
| 2010 | Tippin’ in da Club –                                       | Erstveröffentlichung: 16. August 2010 Verkäufe: + 155.309                                                 |
| 2011 | Lose Control (Let Me Down) No Boys Allowed                 | Erstveröffentlichung: 5. September 2011 Keri Hilson feat. Nelly                                           |
| 2013 | Heaven M.O.                                                | Erstveröffentlichung: 2. September 2013 feat. Daley                                                       |
| 2014 | 4×4 Bangerz                                                | Erstveröffentlichung: 13. Januar 2014 Miley Cyrus feat. Nelly                                             |
| 2014 | All Around the World M.O.                                  | Erstveröffentlichung: 20. Januar 2014 feat. Trey Songz                                                    |

## Sonderveröffentlichungen

### Alben
| Jahr | Titel Musiklabel                    | Anmerkungen                                                                        |
| ---- | ----------------------------------- | ---------------------------------------------------------------------------------- |
| 2008 | 6 Derrty Hits Universal Music (UMG) | Erstveröffentlichung: 25. November 2008 Kompilation-EP; Vertrieb nur über Best Buy |
| 2010 | 6 Pack Motown Records (UMG)         | Erstveröffentlichung: 12. Oktober 2010 Kompilation-EP; Vertrieb nur über iTunes    |
| 2020 | Nelly Collabs FP Music (UMG)        | Erstveröffentlichung: 17. Juli 2020 Kompilation-EP                                 |

| Jahr | Titel Musiklabel                                   | Anmerkungen                                                |
| ---- | -------------------------------------------------- | ---------------------------------------------------------- |
| 2010 | Country Grammar + Nellyville Universal Music (UMG) | Erstveröffentlichung: 7. Mai 2010 Teil der „2-for-1“-Reihe |

### Lieder
| Jahr | Titel Album                                                   | Anmerkungen |
| ---- | ------------------------------------------------------------- | --- |
| 2000 | Just Got Paid No Strings Attached                             | Erstveröffentlichung: 21. März 2000 *NSYNC feat. Nelly                                                                |
| 2000 | Ridin’ Dirty South                                            | Erstveröffentlichung: 10. Oktober 2000 Rasheeda feat. Nelly                                                           |
| 2000 | Come Over The Mix Tape, Vol. IV                               | Erstveröffentlichung: 5. Dezember 2000 Funkmaster Flex feat. Nelly                                                    |
| 2001 | Be Like Me That Girl                                          | Erstveröffentlichung: 2001 Ms. Toi feat. Ali, Murphy Lee & Nelly                                                      |
| 2001 | Where the Party At Jagged Little Thrill                       | Erstveröffentlichung: 26. Juni 2001 Jagged Edge feat. Nelly                                                           |
| 2002 | Girlfriend (Remix) Celebrity (Special Edition)                | Erstveröffentlichung: 29. April 2002 *NSYNC feat. Nelly                                                               |
| 2002 | Collection Plate Heavy Starch                                 | Erstveröffentlichung: 30. April 2002 Ali feat. Murphy Lee, Nelly & Kyjuan                                             |
| 2002 | Cool as Hell Heavy Starch                                     | Erstveröffentlichung: 30. April 2002 Ali feat. Murphy Lee, Nelly & Kyjuan                                             |
| 2002 | No Heavy Starch                                               | Erstveröffentlichung: 30. April 2002 Ali feat. Murphy Lee, Nelly & Kyjuan                                             |
| 2002 | Walk Away Heavy Starch                                        | Erstveröffentlichung: 30. April 2002 Ali feat. Nelly & Ms. Toi                                                        |
| 2002 | Wiggle Wiggle Heavy Starch                                    | Erstveröffentlichung: 30. April 2002 Ali feat. Murphy Lee, Nelly & Kyjuan                                             |
| 2002 | Hit Me Slime God’s Favorite                                   | Erstveröffentlichung: 25. Juni 2002 N.O.R.E. feat. Nelly, Ice-T, Mike Kyser & Tyson Beckford                          |
| 2002 | Shine … We All In                                             | Erstveröffentlichung: 22. Oktober 2002 Kali Fam feat. Nelly                                                           |
| 2003 | On My Own Philadelphia Freeway                                | Erstveröffentlichung: 25. Februar 2003 Freeway feat. Nelly                                                            |
| 2003 | All Night Long U Turn                                         | Erstveröffentlichung: 25. März 2003 Brian McKnight feat. Nelly                                                        |
| 2003 | Hold Up Da Skool Boy Presents Murphy’s Law (Clubs Edition)    | Erstveröffentlichung: 23. September 2003 Murphy Lee feat. Nelly                                                       |
| 2003 | Pump It Up This Is Not a Test!                                | Erstveröffentlichung: 1. November 2003 Missy Elliott feat. Nelly                                                      |
| 2003 | Airforce Ones MTA2: Baptized in Dirty Water                   | Erstveröffentlichung: 23. Dezember 2003 David Banner feat. Sky, 8-Ball & Nelly                                        |
| 2004 | To the Floor The Emancipation of Mimi                         | Erstveröffentlichung: 4. April 2004 Mariah Carey feat. Nelly                                                          |
| 2004 | Girl Like U R&G (Rhythm & Gangsta): The Masterpiece           | Erstveröffentlichung: 12. November 2004 Snoop Dogg feat. Nelly                                                        |
| 2004 | Get Loose Urban Legend                                        | Erstveröffentlichung: 28. November 2004 T.I. feat. Nelly                                                              |
| 2005 | Get It Poppin’ All or Nothing                                 | Erstveröffentlichung: 14. Juni 2005 Fat Joe feat. Nelly                                                               |
| 2006 | Baby In My Mind                                               | Erstveröffentlichung: 21. Juli 2006 Pharrell feat. Nelly                                                              |
| 2006 | Call on Me 20 Y.O.                                            | Erstveröffentlichung: 22. September 2006 Janet feat. Nelly                                                            |
| 2007 | Throw Some D’s (Remix) Rich Boy                               | Erstveröffentlichung: 13. März 2007 Rich Boy feat. André 3000, Jim Jones, Nelly & Murphy Lee                          |
| 2007 | Tryin’ to Get a Number Double Up                              | Erstveröffentlichung: 25. Mai 2007 R. Kelly feat. Nelly                                                               |
| 2007 | Show It to Me T.I. vs. T.I.P.                                 | Erstveröffentlichung: 29. Juni 2007 T.I. feat. Nelly                                                                  |
| 2007 | All Night (Excuse Me) Kinfolk                                 | Erstveröffentlichung: 14. August 2007 Ali & Gipp feat. Avery Storm, Juvenile & Nelly                                  |
| 2007 | Lean’n Kinfolk                                                | Erstveröffentlichung: 14. August 2007 Ali & Gipp feat. Nelly & Murphy Lee                                             |
| 2007 | ’N Da Paint Kinfolk                                           | Erstveröffentlichung: 14. August 2007 Ali & Gipp & Gipp feat. Nelly                                                   |
| 2007 | 5000 Ones Gangsta Grillz: The Album                           | Erstveröffentlichung: 3. Dezember 2007 Drama feat. Nelly, T.I., Diddy, Yung Joc, Willie the Kid, Young Jeezy & Twista |
| 2008 | Here I Am Trilla                                              | Erstveröffentlichung: 11. März 2008 Rick Ross feat. Nelly & Avery Storm                                               |
| 2008 | U Can Get It Trap Dedication                                  | Erstveröffentlichung: November 2008 Gucci Mane feat. Nelly & R. Kelly                                                 |
| 2009 | What They Call Me (Big Time) New Jack City II                 | Erstveröffentlichung: 31. März 2009 Bow Wow feat. Ron Browz & Nelly                                                   |
| 2009 | Lose Control Lessons in Love 2.0                              | Erstveröffentlichung: Juni 2009 Lloyd feat. Nelly                                                                     |
| 2010 | Bring the Money Out Victory                                   | Erstveröffentlichung: 2. März 2010 DJ Khaled feat. Schife, Nelly, Boosie Badazz & Ace Hood                            |
| 2010 | Lose Control (Let Me Down) No Boys Allowed                    | Erstveröffentlichung: 17. Dezember 2010 Keri Hilson feat. Nelly                                                       |
| 2011 | Miss Me MoveMeant                                             | Erstveröffentlichung: 25. Februar 2011 Mohombi feat. Nelly                                                            |
| 2011 | My Kinda Girl Planet Pit                                      | Erstveröffentlichung: 17. Juni 2011 Pitbull feat. Nelly                                                               |
| 2012 | The Time of Night Fuck da City Up                             | Erstveröffentlichung: 1. Januar 2012 T.I. feat. Nelly                                                                 |
| 2012 | MJ Strange Clouds (Deluxe Edition)                            | Erstveröffentlichung: 1. Mai 2012 B.o.B feat. Nelly                                                                   |
| 2013 | Before He Walked Prisoner of Conscious                        | Erstveröffentlichung: 7. Mai 2013 Talib Kweli feat. Nelly & Abby Dobson                                               |
| 2013 | 4×4 Bangerz                                                   | Erstveröffentlichung: 4. Oktober 2013 Miley Cyrus feat. Nelly                                                         |
| 2013 | Cruise (Remix) Here’s to the Good Times … This Is How We Roll | Erstveröffentlichung: 25. November 2013 Florida Georgia Line feat. Nelly                                              |
| 2015 | Millionaire Blood, Sweat & 3 Years (Remixes)                  | Erstveröffentlichung: 25. Juni 2015 Digital Farm Animals & Cash Cash feat. Nelly                                      |
| 2016 | I Don’t Wanna Go to Bed Taking One for the Team               | Erstveröffentlichung: 19. Februar 2016 Simple Plan feat. Nelly                                                        |
| 2017 | Yellow Good for You                                           | Erstveröffentlichung: 28. Juli 2017 Aminé feat. Nelly                                                                 |
| 2018 | Way Low Blacklight (The Export Vol. 2)                        | Erstveröffentlichung: 7. September 2018 Karl Wolf feat. Nelly                                                         |
| 2020 | Good Times Roll Bettie James                                  | Erstveröffentlichung: 10. Juli 2020 Jimmie Allen feat. Nelly                                                          |

| Jahr | Titel Album     | Anmerkungen                                                                                              |
| ---- | --------------- | --- |
| 2001 | What’s Going On | Erstveröffentlichung: 30. Oktober 2001 als Teil von Artists Against AIDS Worldwide Original: Marvin Gaye |

| Jahr | Titel Soundtrack                  | Anmerkungen                                                    |
| ---- | --------------------------------- | -------------------------------------------------------------- |
| 2000 | Icey Bait – Fette Beute           | Erstveröffentlichung: 12. September 2000 feat. St. Lunatics    |
| 2001 | #1 Training Day                   | Erstveröffentlichung: 11. September 2001                       |
| 2002 | Stick Out Ya Wrist xXx – Triple X | Erstveröffentlichung: 19. August 2002 feat. Toya               |
| 2003 | Shake Ya Tailfeather Bad Boys II  | Erstveröffentlichung: 15. Juli 2003 mit Murphy Lee & P. Diddy  |
| 2005 | Errtime Spiel ohne Regeln         | Erstveröffentlichung: 24. Mai 2005 feat. Jung Tru & King Jacob |

## Statistik

### Chartauswertung
|                     | DE    | AT    | CH    | UK    | US    |
| ------------------- | ----- | ----- | ----- | ----- | ----- |
| Nummer-eins-Alben   | DE—DE | AT—AT | CH—CH | UK—UK | US3US |
| Top-10-Alben        | DE2DE | AT1AT | CH1CH | UK2UK | US6US |
| Alben in den Charts | DE6DE | AT3AT | CH7CH | UK9UK | US9US |

|                       | DE     | AT     | CH     | UK     | US     |
| --------------------- | ------ | ------ | ------ | ------ | ------ |
| Nummer-eins-Singles   | DE1DE  | AT—AT  | CH1CH  | UK4UK  | US4US  |
| Top-10-Singles        | DE6DE  | AT4AT  | CH5CH  | UK15UK | US13US |
| Singles in den Charts | DE25DE | AT20AT | CH20CH | UK32UK | US38US |

### Auszeichnungen für Musikverkäufe
| Land/RegionAuszeichnungen für Musikverkäufe (Land/Region, Auszeichnungen, Verkäufe, Quellen) | Silber     | Gold       | Platin         | Diamant     | Verkäufe    | Quellen                                                   |
| -------------------------------------------------------------------------------------------- | ---------- | ---------- | -------------- | ----------- | ----------- | --------------------------------------------------------- |
| Australien (ARIA)                                                                            | —          | 7× Gold7   | 23× Platin23   | —           | 1.855.000   | aria.com.au                                               |
| Belgien (BRMA)                                                                               | —          | —          | Platin1        | —           | 50.000      | ultratop.be                                               |
| Brasilien (PMB)                                                                              | —          | 4× Gold4   | —              | Diamant1    | 370.000     | pro-musicabr.org.br                                       |
| Dänemark (IFPI)                                                                              | —          | 4× Gold4   | Platin1        | —           | 205.000     | ifpi.dk                                                   |
| Deutschland (BVMI)                                                                           | —          | 7× Gold7   | Platin1        | —           | 1.650.000   | musikindustrie.de                                         |
| Finnland (IFPI)                                                                              | —          | Gold1      | —              | —           | 17.292      | ifpi.fi                                                   |
| Frankreich (SNEP)                                                                            | —          | Gold1      | —              | —           | 250.000     | infodisc.fr snepmusique.com                               |
| Europa (IFPI)                                                                                | —          | —          | Platin1        | —           | (1.000.000) | ifpi.org (Memento vom 1. Januar 2014 im Internet Archive) |
| Italien (FIMI)                                                                               | —          | Gold1      | —              | —           | 35.000      | fimi.it                                                   |
| Japan (RIAJ)                                                                                 | —          | Gold1      | 2× Platin2     | Diamant1    | 1.550.000   | riaj.or.jp JP2                                            |
| Kanada (MC)                                                                                  | —          | 2× Gold2   | 13× Platin13   | —           | 1.230.000   | musiccanada.com                                           |
| Neuseeland (RMNZ)                                                                            | —          | 8× Gold8   | 26× Platin26   | —           | 665.000     | aotearoamusiccharts.co.nz NZ2 NZ3                         |
| Niederlande (NVPI)                                                                           | —          | 2× Gold2   | —              | —           | 80.000      | nvpi.nl                                                   |
| Norwegen (IFPI)                                                                              | —          | Gold1      | 2× Platin2     | —           | 40.000      | ifpi.no                                                   |
| Österreich (IFPI)                                                                            | —          | 2× Gold2   | —              | —           | 40.000      | ifpi.at                                                   |
| Schweden (IFPI)                                                                              | —          | 3× Gold3   | —              | —           | 65.000      | sverigetopplistan.se                                      |
| Schweiz (IFPI)                                                                               | —          | Gold1      | 2× Platin2     | —           | 95.000      | hitparade.ch                                              |
| Spanien (Promusicae)                                                                         | —          | Gold1      | —              | —           | 30.000      | elportaldemusica.es                                       |
| Südkorea (KMCA)                                                                              | —          | —          | —              | —           | 268.567     | Einzelnachweise                                           |
| Vereinigte Staaten (RIAA)                                                                    | —          | 12× Gold12 | 40× Platin40   | 2× Diamant2 | 67.337.000  | riaa.com                                                  |
| Vereinigtes Königreich (BPI)                                                                 | 7× Silber7 | 6× Gold6   | 13× Platin13   | —           | 9.529.000   | bpi.co.uk                                                 |
| Insgesamt                                                                                    | 7× Silber7 | 64× Gold64 | 125× Platin125 | 4× Diamant4 |             |                                                           |